# Nacaduba palawana
Nacaduba palawana är en fjärilsart som beskrevs av Ahyashi 1976. Nacaduba palawana ingår i släktet Nacaduba och familjen juvelvingar. Inga underarter finns listade i Catalogue of Life.